# Mémoires en fuite
 (février 2021).
Si vous disposez d'ouvrages ou d'articles de référence ou si vous connaissez des sites web de qualité traitant du thème abordé ici, merci de compléter l'article en donnant les références utiles à sa vérifiabilité et en les liant à la section « Notes et références ».
Mémoires en fuite est un téléfilm français de François Marthouret, réalisé en 2000.

## Synopsis
Le Pr Frédéric Lemoyne, professeur et chercheur en génétique, est de retour dans sa famille à Lyon, pour l'inauguration d'un monument érigé en l'honneur de son défunt père, médecin et héros de la résistance.
Il retrouve sa sœur Jeanne et sa tante Marie, laquelle, atteinte de la maladie d'Alzheimer, vit dans le passé de l'occupation et le prend pour son frère, le Dr Marcel Lemoyne. Il apprend ainsi qu'elle s'était rendue à Genève en 1943, avec une importante somme représentée par des Louis d'or cousus dans ses vêtements, et qu'elle les avait déposés dans une banque.
Se rendant à Genève pour un congrès, Frédéric Lemoyne y retrouve une famille de banquiers, les Baszinger, chez qui il avait séjourné brièvement dans son enfance. Au fil des souvenirs exhumés et des demi confidences, Frédéric Lemoyne commence à soupçonner que les Louis d'or appartenaient aux Finkiel, une famille juive déportée, et que son père n'était pas le grand résistant que l'on croyait.

## Fiche technique
- Réalisation : François Marthouret
- Scénario : Pierre Billon
- Adaptation et dialogues : Bernard Stora
- Images : Dominique Bouilleret
- Décors : Sylvie Fennec
- Musique : Jean Marie Sénia, Editions Pema Music
- Producteurs exécutifs : Arnault de Battice et Daniel Messere
- Producteur associé : Anne Leduc RTBF
- Production : Dominique Antoine pour Mars International fictions (Expand) / France 2 / La sept Arte / AT Production RTBF
- Assistants réalisation : Fabrice Grange, Marielle Domenges, Manon Cary
- Montage : Sophie Cornu, Luciana Réali
- Son : Bernard Aubouy, Amaury de Nexon
- Script : Élodie Van Beuren

## Distribution
- Bernard Le Coq : Pr Frédéric Lemoyne, fils du Dr Marcel Lemoyne
- Geneviève Page : Jeanne, sœur de Frédéric Lemoyne
- Delphine Serina : Mlle Baszinger, fille des banquiers
- Madeleine Barbulée : Tante Marie, sœur du Dr Marcel Lemoyne
- Sophie Aubry : Sarah Finkiel / Suzanne Finel, fille d'Esther Finkiel
- Benoit Skalka  : Mathieu, fils de Frédéric Lemoyne
- Maurice Garrel : M. de Rouaut, ami de Jeanne, camarade de résistance
- Fabienne Mai : Germaine (la servante)